# Ante Erceg
Ante Erceg (Spalato, 12 dicembre 1989) è un calciatore croato, attaccante dell'HNK Gorica.

## Caratteristiche tecniche
Interno di centrocampo, può svariare sia come ala sinistra sia come trequartista.

## Palmarès

### Club

#### Competizioni nazionali
- Treća hrvatska nogometna liga: 1

RNK Spalato: 2008-2009
- Druga hrvatska nogometna liga: 1

RNK Spalato: 2009-2010